# Robert Maxwell, 1. Baronet
Sir Robert Maxwell, 1. Baronet (* um 1600; † 1681), war ein schottischer Adliger und Militär.
Er war der einzige Sohn des Sir Robert Maxwell of Spottis († 1615) aus dessen erster Ehe mit Elizabeth Gordon. Er gehörte dem Clan Maxwell an, war ein Urenkel des Robert Maxwell, 4. Lord Maxwell und ein Enkel der Agnes Herries, 4. Lady Herries of Terregles.
Beim Tod seines Vaters erbte er 1615 dessen Ländereien, diese wurden ihm als Erbe seines Vaters am 31. Oktober 1615 amtlich bestätigt. Er machte Orchardton Tower in Kirkcudbrightshire zu seinem Wohnsitz.
Spätestens im Februar 1640 hatte er Anne Maclellan († 1650), Tochter des Robert Maclellan, 1. Lord Kirkcudbright geheiratet. Mit ihr hatte er vier Kinder:
- Sir Robert Maxwell, 2. Baronet († 1693), ⚭ (1) Janet Gordon, ⚭ (2) Lady Anne Carey, ⚭ (3) Margaret Maxwell;
- Thomas Maxwell of Gelston († um 1704) ⚭ Elizabeth Glendinning;
- Hugh Maxwell of Cuil;
- Anne Maxwell ⚭ John Maclellan, 3. Lord Kirkcudbright.

Als im Rahmen der Irischen Konföderationskriege schottische Truppen in Irland intervenierten, nahm Maxwell als Lieutenant Colonel unter dem Duke of Hamilton an den Kämpfen teil. Er bot auf eigene Kosten eine Kompanie Infanterie und eine Schwadron Reiter auf und operierte in der irischen Provinz Ulster. Dort brachte er das aus dem Besitz des Vaters seiner Mutter stammende Ballycastle Castle in seinen Besitz. Im weiteren Kriegsverlauf und im Rahmen der Rückeroberung Irlands unter Oliver Cromwell wurde auch Ballycastle 1649 von englischen Parlamentstruppen eingenommen.
In Anerkennung seiner Dienste verlieh ihm König Karl II. am 30. Juni 1663 in der Baronetage of Nova Scotia den erblichen Adelstitel Baronet, of Orchardtoun in the County of Kirkcudbright.
Bei seinem Tod wurde von seinem ältesten Sohn Robert als 2. Baronet beerbt, die Erbschaft über seine Ländereien wurden diesem am 20. Oktober 1681 amtlich bestätigt.